# 小杨生煎

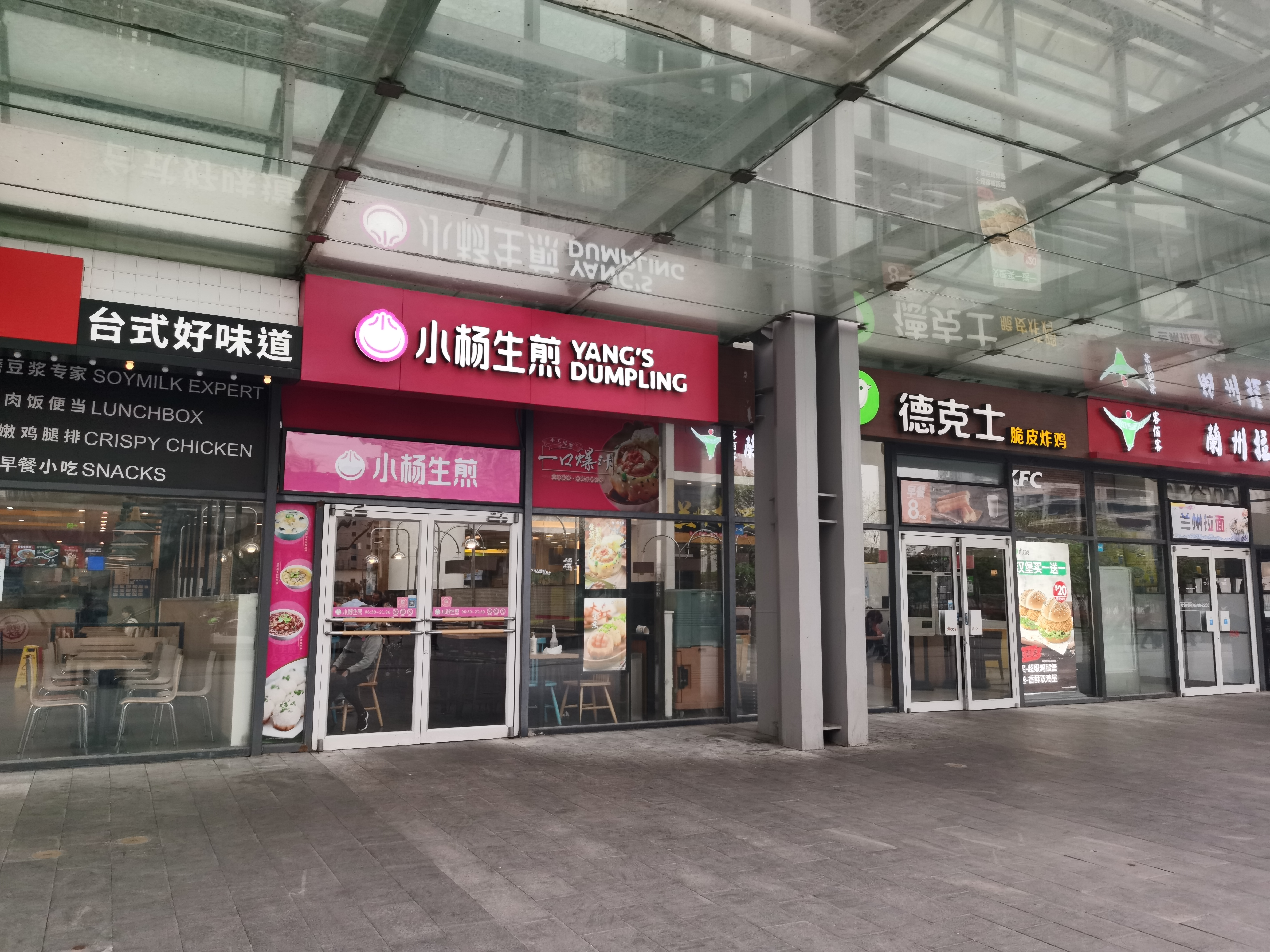
小杨生煎位于上海站北广场的门店

小杨生煎是總部位於中華人民共和國上海市的生煎連鎖餐飲企業，主打產品為生煎。1994年首家門店在上海吳江路創立。創始人為返回上海的知青子女杨利朋。截至2021年3月，小杨生煎在中國大陸共拥有250余家直營门店。

## 外部連結
- 官方网站